# Place Saint-Germain-des-Prés
Place Saint-Germain-des-Prés je náměstí v Paříži v 6. obvodu. Náměstí spojuje Rue Guillaume-Apollinaire a Boulevard Saint-Germain. Náměstí je pojmenováno podle bývalého opatství Saint-Germain-des-Prés.

## Historie
Původně se v prostoru náměstí nacházelo pouze obdélníkové nádvoří před klášterním kostelem Saint-Germain-des-Prés.
Toto nádvoří bylo spojeno průchodem s bránou Saint-Benoît, která ústila do Rue Saint-Benoît. V roce 1715 nechal opat in commendam Henri-Pons de Thiard de Bissy prorazit několik ulic na jih od kláštera (Rue d'Erfurth, Rue Sainte-Marthe a Rue Childebert).
Podle návrhu architekta Victora-Thierryho Daillyho bylo na počátku 18. století náměstí rozšířeno na jih na délku 38 m a získalo čtvercový tvar. Až do Francouzské revoluce bylo od Rue Childebert odděleno mříží.
V roce 1804 vznikla současná Rue Bonaparte severně od náměstí na místě hlavní brány a zahrad opatství.
Náměstí získalo svou současnou podobu po rozšíření Rue de Rennes a vytvoření bulváru Saint-Germain, o kterém bylo rozhodnuto výnosem z 28. července 1866.
Prostor původního nádvoří je pokryt pískovcovými dlažebními kostkami, přičemž chodník vykládaný dlážděním značí jeho původní rozsah. Úpravy provedené v roce 1976 pod vedením architekta Yvese Boireta respektují plán vypracovaný v roce 1723.

## Významné stavby a pamětihodnosti
- dům č. 4 – sídlo Société d'encouragement pour l'industrie nationale (Společnost pro podporu národního průmyslu), před domem se nachází bronzová socha Ossipa Zadkina Le Prométhée z roku 1956 a Wallaceova fontána.
- dům č. 6 – kavárna Les Deux Magots
- kostel Saint-Germain-des-Prés
- Square Laurent-Prache